# Gelis nivariensis
Gelis nivariensis là một loài tò vò trong họ Ichneumonidae.